# Polena

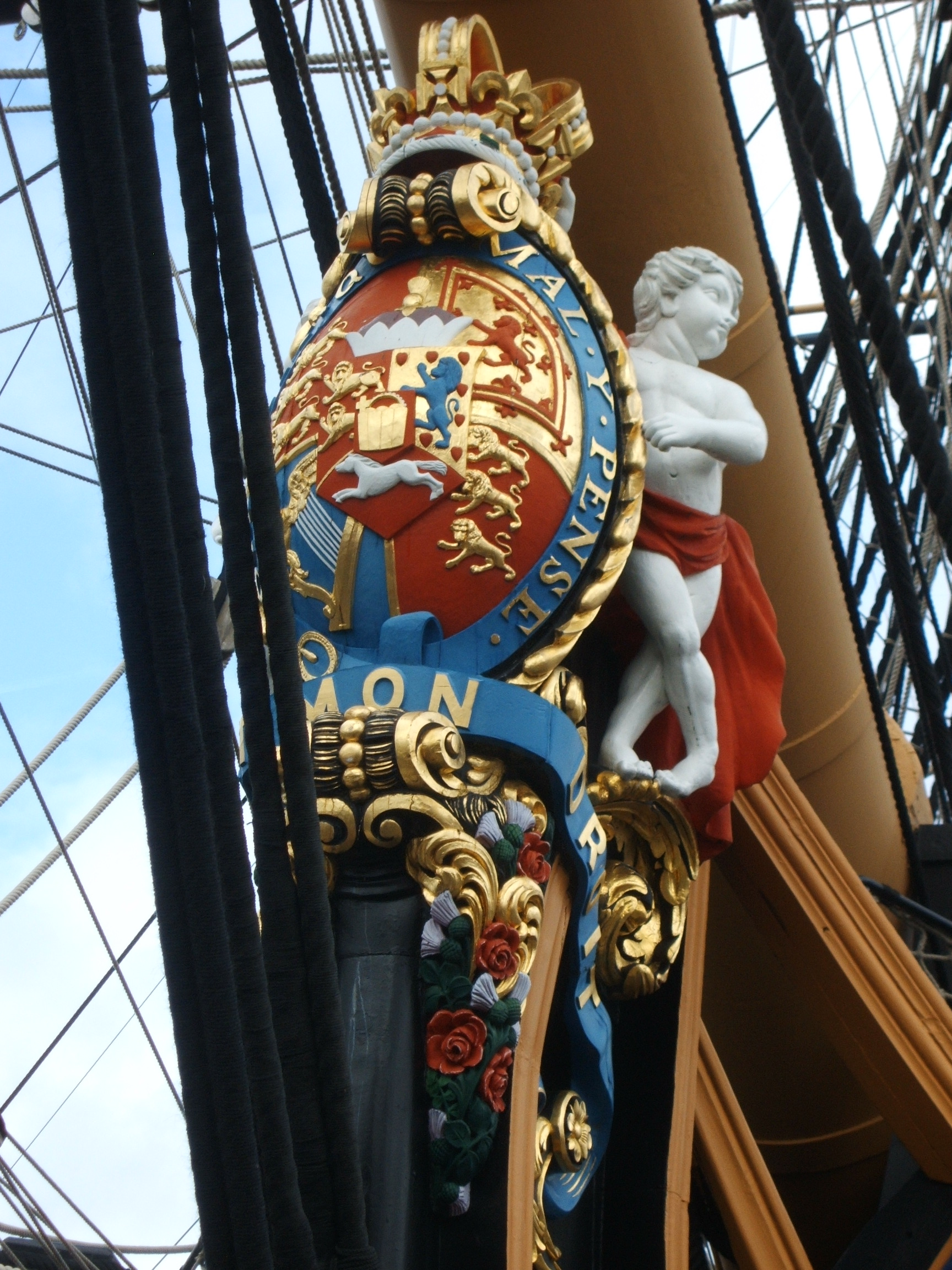
Polena della HMS Victory, vascello britannico diventato nave museo. Raffigura due putti che sostengono uno scudo riportante la scritta in francese antico "Honi soit qui mal y pense", letteralmente "Sia vituperato chi ne pensa male", motto dell'Ordine della Giarrettiera, il più alto ordine cavalleresco dell'Impero britannico.

Una polena è una decorazione lignea, spesso figura femminile o di animale, che si trovava sulla prua delle navi dal XVI al XIX secolo. La pratica fu introdotta inizialmente nei galeoni, ma anche navi più antiche avevano spesso alcune decorazioni nella prua.
Come molte delle austere decorazioni del tempo la polena aveva lo scopo di indicare il nome della nave che la ospitava a persone che non sapevano leggere (anche se talvolta in maniera contorta), inoltre avevano lo scopo di mostrare la ricchezza e la forza del proprietario. Durante l'epoca barocca alcune navi vantavano polene gigantesche, pesanti molte tonnellate e talvolta ne portavano persino due, una per ogni lato dell'albero di bompresso.
Le grosse polene, essendo intagliate nel legno massiccio ed essendo poste sulla punta dello scafo, influivano negativamente sulle capacità di navigazione delle navi. Questo fatto, insieme agli alti costi di realizzazione, portarono nel XVIII secolo a fare polene molto più piccole e addirittura a eliminarle nel secolo successivo.
Dopo le guerre napoleoniche si ricominciò a produrre delle polene, ma che raffiguravano solo piccoli mezzibusti e non le grandi figure utilizzate in passato.
I clipper degli anni 1850 e degli anni 1860 erano in genere dotati di polene a figura intera, ma queste erano relativamente piccole e leggere.
La polena in quanto tale morì con la fine dell'utilizzo della propulsione a vela in larga scala. I primi piroscafi avevano delle strutture che ricordavano le polene sulla loro prua. Tale pratica durò sino alla prima guerra mondiale.

## Galleria d'immagini

Polena del vascello francese L'Océan, raffigurante Nettuno/Poseidone, riprodotta su un modellino storico del XIX secolo conservato al Musée national de la Marine.
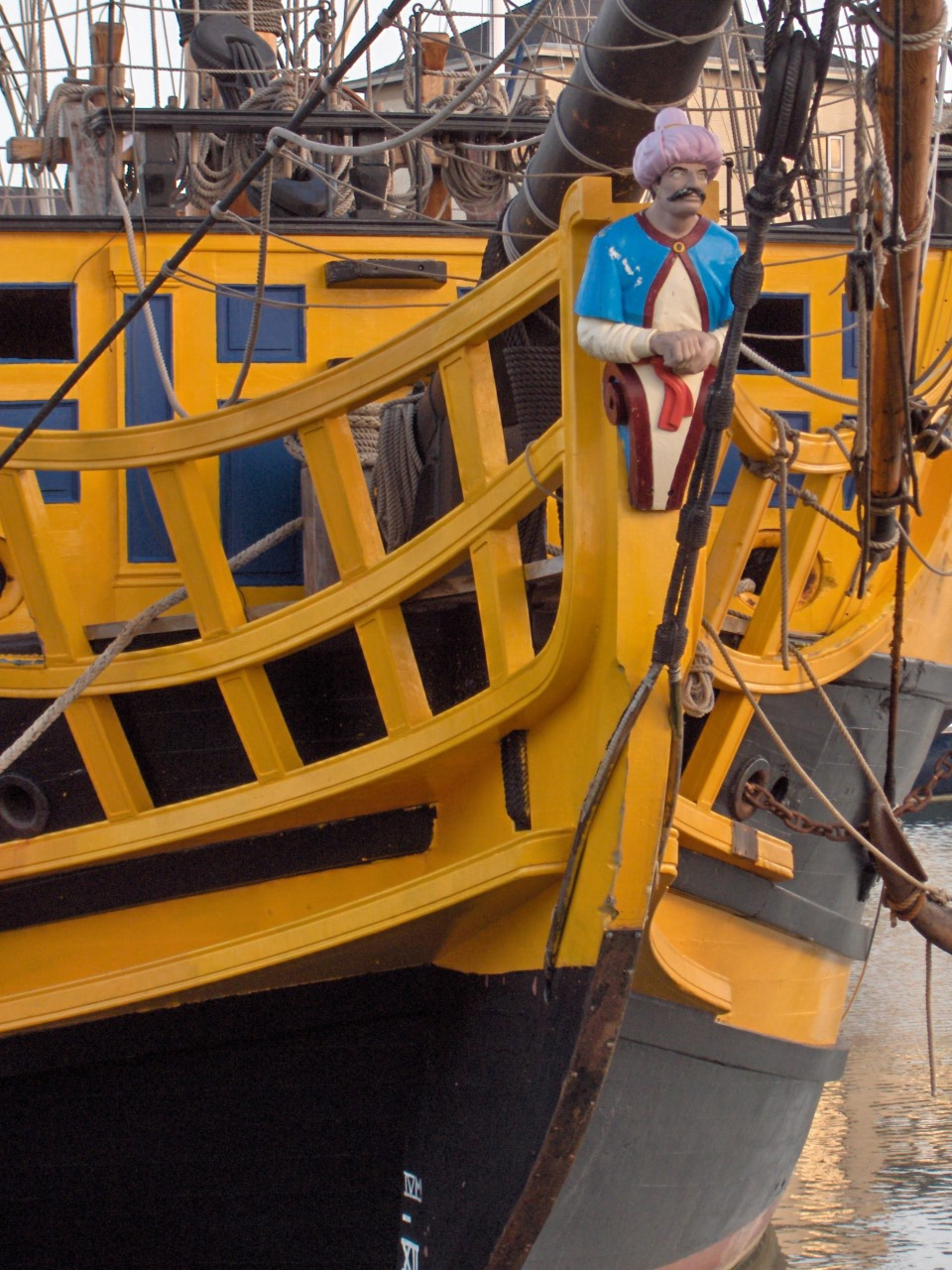
Prua con polena, nella fregata Grand Turk.
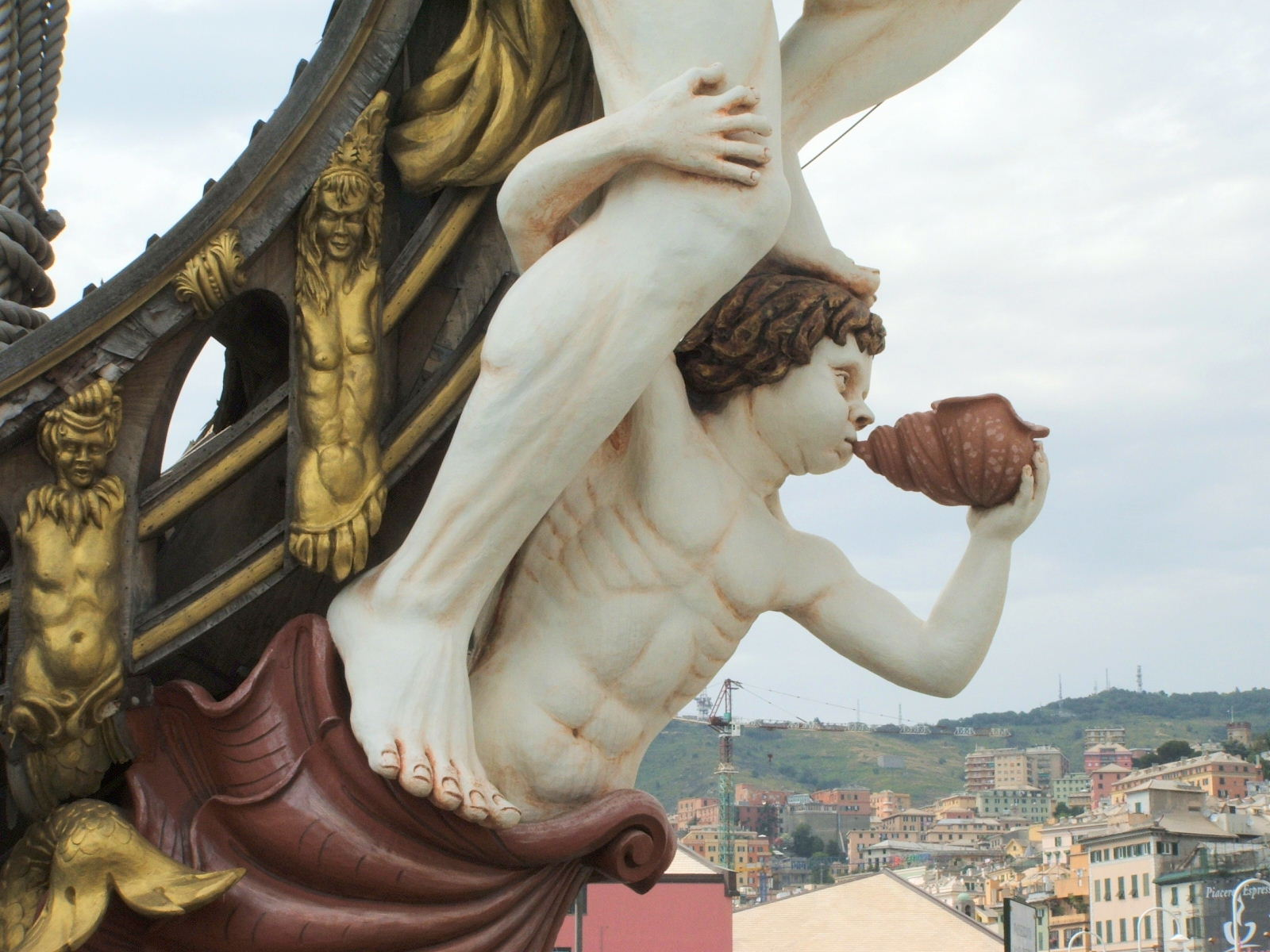
Polena del Neptune, utilizzato per gli esterni del film Pirati, all'àncora nel porto antico di Genova.
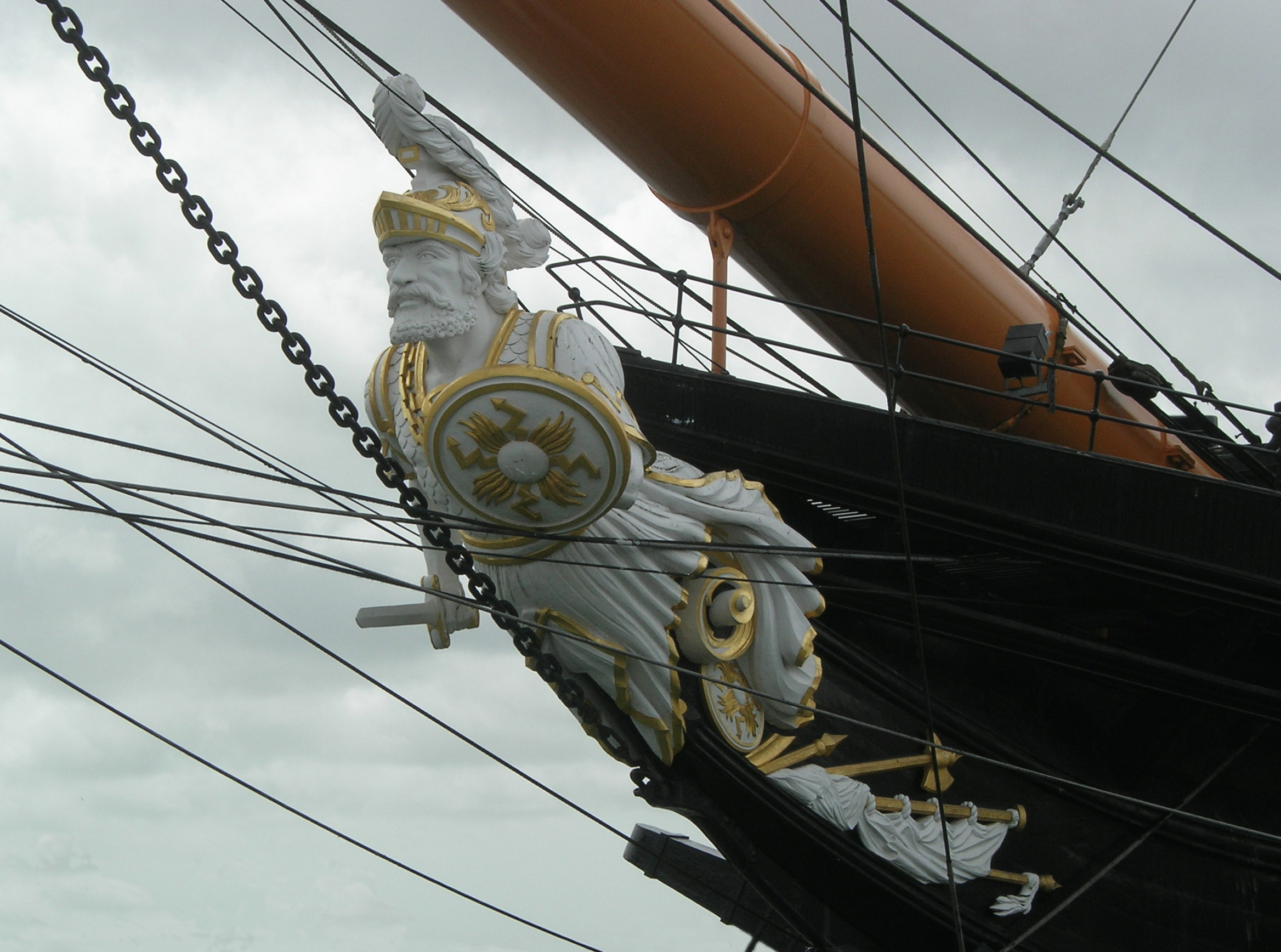
Polena della HMS Warrior
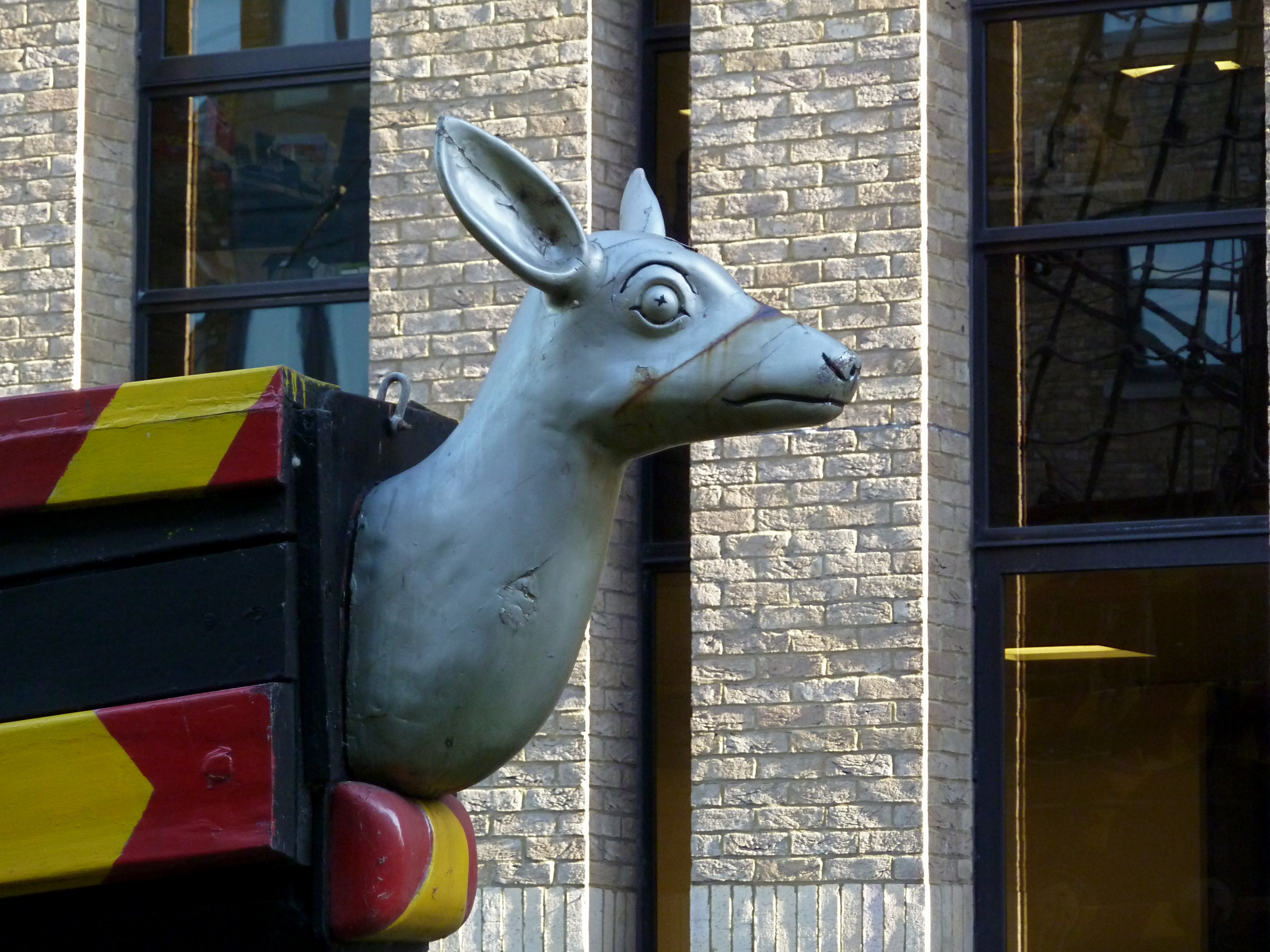
Polena del galeone Golden Hind, che in inglese significa "cerva d'oro"
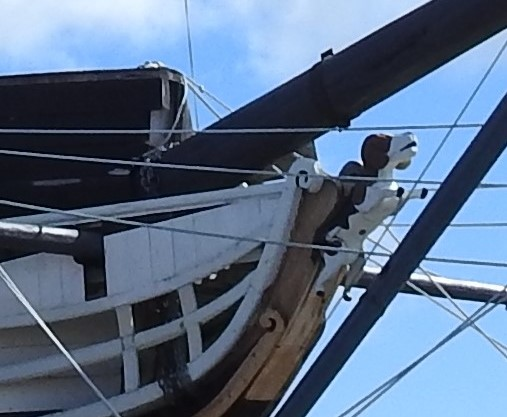
Polena della HMS Beagle
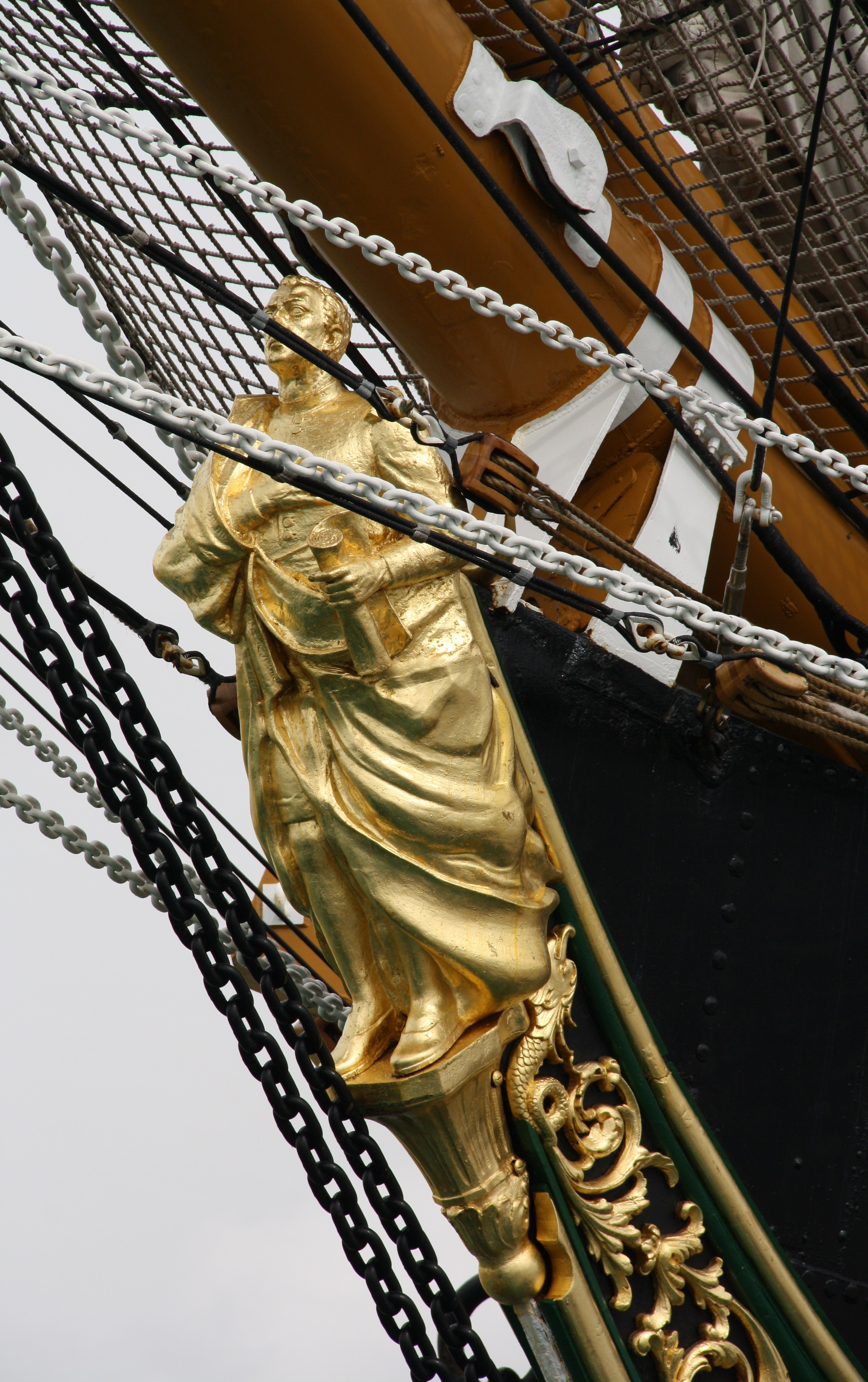
Polena dell'Amerigo Vespucci
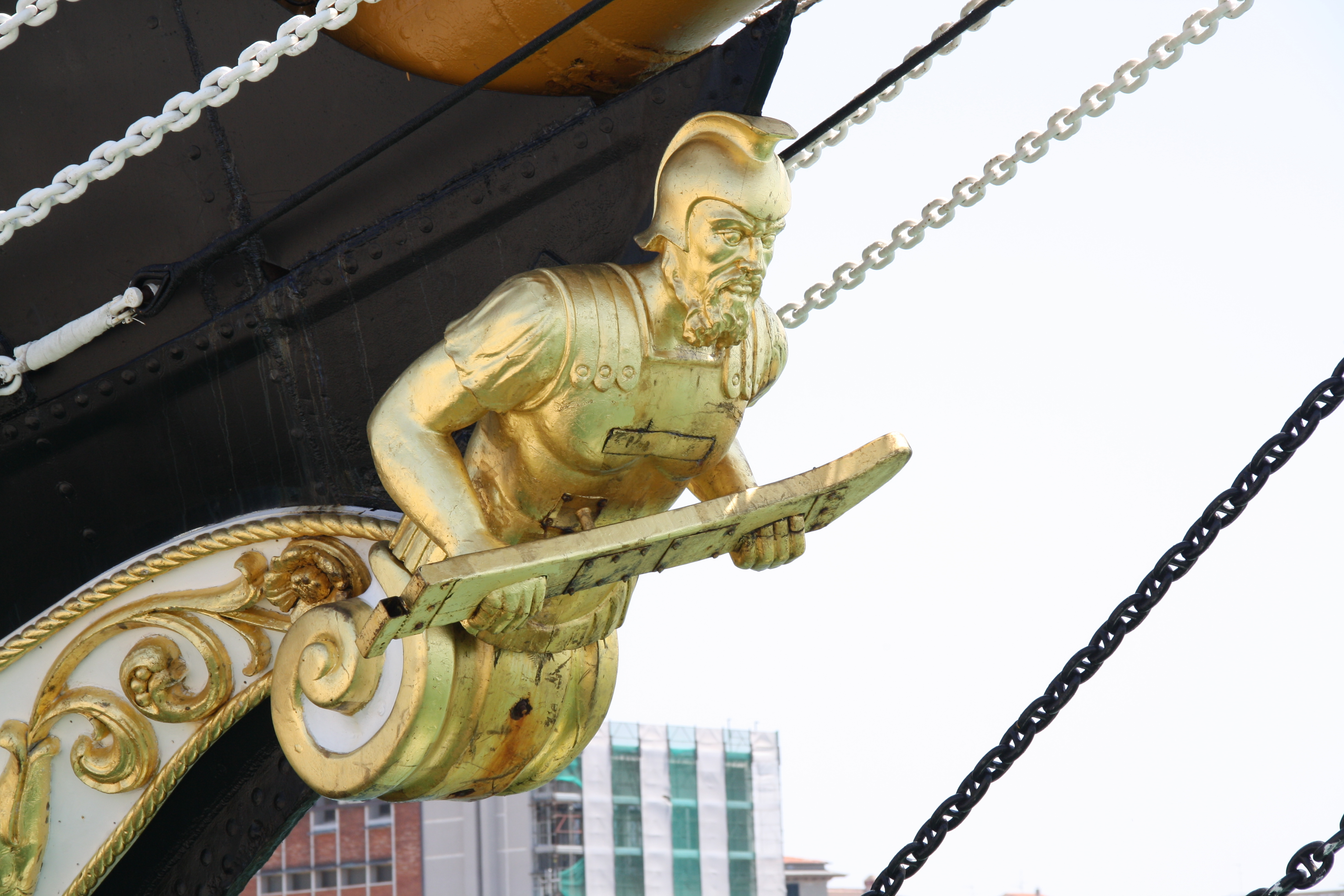
Polena della bergantina Palinuro
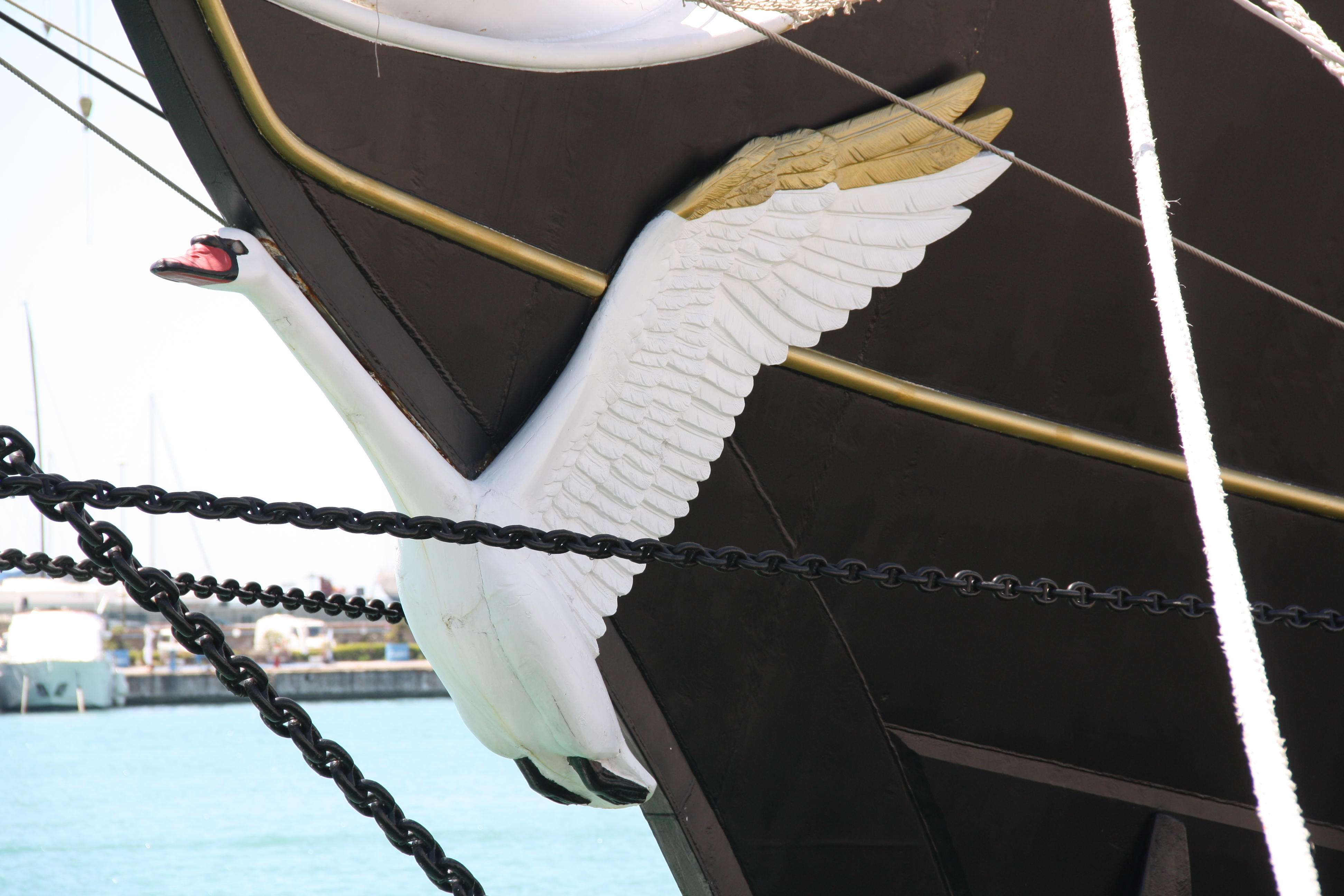
Polena del brigantino Italia